# Choketawee Promrut
Choketawee Promrut (thaï : โชคทวี พรหมรัตน์) (né le 16 mars 1975 à Phang Nga en Thaïlande) est un footballeur international thaïlandais, qui évoluait au poste de défenseur et de milieu de terrain, avant de devenir ensuite entraîneur.

## Biographie

### Carrière de joueur

#### Carrière en sélection
Avec l'équipe de Thaïlande, il joue 72 matchs (pour 4 buts inscrits) entre 1997 et 2005[réf. nécessaire]. 
Il figure dans le groupe des sélectionnés lors des coupes d'Asie des nations de 2000 et de 2004, où son équipe est éliminée à chaque fois au premier tour.
Il joue également 16 matchs comptant pour les tours préliminaires de la coupe du monde, lors des éditions 1998, 2002 et 2006.

## Palmarès
| Tampines Rovers - Championnat de Singapour (1) : - Champion : 2004. - Coupe de Singapour (2) : - Vainqueur : 2004 et 2006. |  | Provincial Electricity Authority - Championnat de Thaïlande (1) : - Champion : 2008. |